# ゴトーチサウンドスウェルレーベル
ゴトーチサウンドスウェルレーベル（Gotochi Sound Swell Label）は、2004年に発足したインディペンデント系レコードレーベル。運営管理は株式会社アミューズである。窓口は株式会社イマージュタイムである。プロデュースはなうい洋一である。

## 概要
全国各地の地元アーティストの交流を運営するライブハウスや制作会社が、地域密着ネットワークのプロジェクトとして発足した全国ゴトーチバンド見本市・Gマニアから立ち上がった音楽レーベル。パッケージディストリビュータは株式会社スペースシャワーネットワーク。音楽出版と音楽配信業務は株式会社アミューズ。

## 作品

### ゴトーチバンドアーカイブ シリーズ
- ゴトーチバンドアーカイブ マガリナリニモ（2004年2月18日/WGCA-3001）
THE REVOLVER「SAKURAMENT STREET」（広島）
CROSSOVER「素敵な未来が待っている」（愛知）
ザ・どげざ「バイト先のおばはん」（京都）
めがねうら「サイレン」（福岡）
OUTSIDE「もう一回！」（埼玉）
POWER OF DREAM「さくら」（福島）
キャットフラメンコダンサーズ「キャフラダ民謡ダンサー節」（愛知）
インセンス「境界を走れ」（秋田）
BALL&CHAIN（地軸）（東京）
MIK☆BONZY「デザート」（大阪）
R-18「Hard Trip」（神奈川）
NON'T BUSINESS「KING OF THE ENTERTAINMENT～ゴトーチバンドのテーマ」
CROSSOVER「マイフォーム」（愛知）※音楽配信ボーナストラック
ザ・どげざ「イカリング」（京都）※音楽配信ボーナストラック
キャットフラメンコダンサーズ「フリフリ」（愛知）※音楽配信ボーナストラック

- ゴトーチバンドアーカイブarea2 ツツウラウラ（2005年3月16日/WGCA-3002）
スプーンタップ「こんな僕とこんな君とこんな日」（三重）
FLOATY「冷たいメロディ」（福岡）
山下怜美「Why?」（鳥取）
OUTSIDE「情熱ライダー」（埼玉）
the brick back apartment「サヨナラDrive」（愛知）
The Android Feedback「Sunset Cruisin'」（福岡）
大和魂「陽が射すように」（広島）
ぱぱ「ナナホシテントウ」（福岡）
I「STAY WITH YOUR DREAM」（岩手）
金的三番街「螺旋の底」（福岡）
伍条仙「FLAT」（長野）
おいでやす「ゴトーチバンドの祭典～ゴトーチバンドインフォメーション～」

- ゴトーチバンドアーカイブarea3 ワレサキニ（2006年4月19日/WGCA-3003）
Human Jack Factory「まだ知らない世界へ」（鳥取）
Z-hunters「Don’t stop」（兵庫）
やましたひろみ「Baby baby baby」（長崎）
OUTSIDE「DANGAN」（埼玉）
電源虫「マワルアメ」（福岡）
MACK「未来街(あす)への扉~四日市から世界の街へ~」（三重）
K-ing「Touch」（福岡）
ザ･どげざ「(Do the funky)イカリング」（京都）
Peach Jam「赤い花.com」（愛知）
夏秋夏「忘れてはいけないもの」（埼玉）
あほ男「ひとめぼれ」（鳥取）
Evening glow「君がいない街」（三重）
Non't Business「ゴトーチバンドのテーマ Re-MIX」

- ゴトーチバンドアーカイブarea4 you（2007年11月14日/WGCA-3005）
z-hunters「足跡～sur tes pas～」（兵庫）
CROSSOVER「アスファルト」（愛知）
フジヲ「太陽の音」（三重）
PUSH BACKS「DARK」（福岡）
シローズ「COMEBACK TO YONAGO」（鳥取）
DEJAVU「JET ROCKETS」（鹿児島）
HAND MADE SQUARE「no regret」（東京）
伍条仙「カイ」（長野）
trash box jam the band「Everyday」（埼玉）
Evening glow「伝えたいこと」（三重）
みほりょうすけ「孤独～ソリティア」（新潟）
K-ing「REPLICA」（福岡）
山下怜美「ハッピーボックス☆」（鳥取）
MACK「君のままに」（三重）
堤秀樹「蝉しぐれ〜our voyage」（ゴトーチバンドの祭典エンディング曲）
z-hunters「フラッシュバック」（兵庫）※音楽配信用ボーナストラック
CROSSOVER「SMILEY」（愛知）※音楽配信用ボーナストラック
伍条仙「航路線」（長野）※音楽配信用ボーナストラック

### ゴトーチバンドＥＸ シリーズ
- 山下怜美「ティンクル～ゴトーチバンドEX」（2006年3月15日/WGCA-3004）
- MACK「予想屋一代」（2008年7月16日(水)/WGCA-3007）
- 山下怜美「スタイル〜ゴトーチバンドEX」（2010年4月14日/WGCA-3008）

### サウンドトラック
- 学校のコワイうわさ 新・花子さんがきた!!「花子さんクラブ」（2011年12月14日/WGCA-3009）